# Ichneumon pteromajus
Espèce
Ichneumon pteromajus est une espèce fossile d'insectes guêpes entomophages hyménoptères de la famille des ichneumonidés dans le genre Ichneumon.

## Classification
L'espèce Ichneumon pteromajus est décrite en 1937 par le paléontologue français Nicolas Théobald, dans sa thèse,. 

### Fossiles
L'holotype Bt28, de l'ère Cénozoïque, et de l'époque Oligocène (33,9 à 23,03 Ma) fait partie de la collection personnelle de Nicolas Théobald et vient de Brunstatt.

### Étymologie
L'épithète spécifique signifie en latin « un oiseau plus gros ».

## Description

### Caractères
La diagnose de Nicolas Théobald en 1937, : 

« Insecte de couleur jaune-rouille, à ailes claires. Taille petite, allure gracieuse, ailes longues dépassant l'abdomen.
Tête transversale ; deux gros yeux, arrondis, faisant saillie sur les côtés ; front arrondi à l'avant; vertex concave à l'arrière, porte trois ocelles. Cou long, thorax nettement séparé de la tête. Thorax allongé, un peu étiré vers l'arrière. Pétiole long. Abdomen en fuseau ; le premier segment est plus long que les quatre autres réunis, ces derniers sont de plus en plus courts et étroits. Pattes mal conservées, quelques fragments grêles des cuisses I et II. Ailes transparentes, nervation effacée. ».

### Dimensions
La longueur totale est de 3,1 mm.

### Affinités
« Faute de détails de structure, les affinités de cet Insecte dans le groupe des Ichneumonidae n'ont pu être précisées. »

### Publication originale
- [1937] Nicolas Théobald, « Les insectes fossiles des terrains oligocènes de France 473 p., 17 fig., 7 cartes,13 tables, 29 planches hors texte », Bulletin Mensuel de la Société des Sciences de Nancy et Mémoires de la Société des sciences de Nancy, Imprimerie G. Thomas,‎ 1937, p. 1-473 (ISSN 1155-1119 et 2263-6439, OCLC 786027547). .